# Selecționata de fotbal a Țării Bascilor
Echipa națională de fotbal a Țării Bascilor (în limba bască: Euskal Herriko futbol selekzioa) reprezintă provincia autonomă Țara Bascilor în fotbalul internațional. Nu este afiliată la FIFA sau UEFA, fiind reprezentată internațional de Echipa națională de fotbal a Spaniei. Joacă doar meciuri amicale.

## Lotul actual
Portari
| #  | Nume         | Data nașterii (ani)            | Club            | Selecții (goluri) | Debut                          |
| -- | ------------ | ------------------------------ | --------------- | ----------------- | ------------------------------ |
| 1  | Iraizoz      | 6 martie 1981 (44 de ani)      | Athletic Bilbao | 4 (0)             | v. Honduras, 29 decembrie 2004 |
| 13 | Asier Riesgo | 27 septembrie 1986 (38 de ani) | Osasuna         | 6 (0)             | v. Uruguay, 27 decembrie 2003  |

Fundași
| #  | Name           | Date of Birth (Age)            | Club            | Caps (goals) | Debut                       |
| -- | -------------- | ------------------------------ | --------------- | ------------ | --------------------------- |
|    | Mikel San Jose | 30 mai 1989 (35 de ani)        | Athletic Bilbao | 0 (0)        |                             |
| 15 | Koikili        | 23 decembrie 1980 (44 de ani)  | Athletic Bilbao | 1 (0)        |                             |
|    | Amorebieta     | 21 martie 1985 (40 de ani)     | Athletic Bilbao | 2 (0)        | v. Venezuela, 20 iunie 2007 |
| 2  | Oier           | 25 mai 1986 (38 de ani)        | Osasuna         | 1 (0)        |                             |
|    | Ansotegi       | 13 iulie 1982 (42 de ani)      | Real Sociedad   | 0 (0)        |                             |
|    | M. González    | 24 septembrie 1985 (39 de ani) | Real Sociedad   | 2 (0)        | v. Venezuela, 20 iunie 2007 |

Mijlocași
| # | Name           | Date of Birth (Age)           | Club            | Caps (goals) | Debut                           |
| - | -------------- | ----------------------------- | --------------- | ------------ | ------------------------------- |
|   | Xabi Alonso    | 25 noiembrie 1981 (43 de ani) | Real Madrid     | 2 (0)        | v. Ghana, 28 decembrie 2005     |
|   | Gurpegi        | 19 august 1980 (44 de ani)    | Athletic Bilbao | 3 (0)        | v. Uruguay, 27 decembrie 2003   |
|   | Gabilondo      | 10 februarie 1979 (46 de ani) | Athletic Bilbao | 9 (1)        | v. Macedonia, 28 decembrie 2002 |
|   | X. Prieto      | 29 august 1983 (41 de ani)    | Real Sociedad   | 5 (0)        | v. Honduras, 29 decembrie 2004  |
|   | Aranburu       | 18 februarie 1979 (46 de ani) | Real Sociedad   | 7 (0)        | v. Macedonia, 28 decembrie 2002 |
|   | Susaeta        | 14 decembrie 1987 (37 de ani) | Athletic Bilbao | 0 (0)        |                                 |
|   | Javi Martínez  | 2 septembrie 1988 (36 de ani) | Athletic Bilbao | 1 (0)        | v. Serbia, 27 decembrie 2006    |
|   | Zurutuza       | 14 august 1989 (35 de ani)    | Real Sociedad   | 0 (0)        |                                 |
|   | Pantxi Sirieix | 7 octombrie 1980 (44 de ani)  | Toulouse        | 2 (0)        | v. Serbia, 27 decembrie 2006    |

Atacanți
| # | Nume           | Data nașterii (ani)           | Club            | Selecții (goluri) | Debut |
| - | -------------- | ----------------------------- | --------------- | ----------------- | ----- |
|   | Gaizka Toquero | 9 august 1984 (40 de ani)     | Athletic Bilbao | 1 (0)             |       |
|   | Iker Muniain   | 19 decembrie 1992 (32 de ani) | Athletic Bilbao | 1 (1)             |       |
|   | Agirretxe      | 24 februarie 1987 (38 de ani) | Real Sociedad   | 1 (0)             |       |

## Meciuri

### Meciuri jucate recent
| 27 decembrie 2006 | Țara Bascilor                                 | 4–0    | Serbia | Bilbao             |  |
|                   | Yeste 33' Urziaz 41' Sarriegui 60' Uranga 87' | Raport |        | Stadion: San Mamés |  |

| 20 iunie 2007 | Venezuela                     | 3–4    | Țara Bascilor                               | San Cristóbal, Táchira                 |  |
|               | Torrealba 27' Arango 80', 82' | Raport | 8' Aduriz 20', 40' Etxeberría 30' Gabilondo | Stadion: Polideportivo de Pueblo Nuevo |  |

| 29 decembrie 2007 | Țara Bascilor | 1–1    | Catalonia | Bilbao             |  |
|                   | Aduriz 69'    | Raport | 29' Krkić | Stadion: San Mamés |  |

| 23 decembrie 2008 | Țara Bascilor | anulat | Iran | Bilbao             |  |
|                   |               | Raport |      | Stadion: San Mamés |  |

| 29 decembrie 2010 | Țara Bascilor                       | 3–1    | Venezuela       | Bilbao             |  |
| 20:45 CET         | Gurpegui 55' Labaka 69' Muniain 86' | Raport | 32' Vizcarrondo | Stadion: San Mamés |  |

| 25 mai 2011 | Estonia | 1–2    | Țara Bascilor | Tallinn                  |  |
| 20:45 CET   |         | Raport |               | Stadion: A. Le Coq Arena |  |

## Alte meciuri
| Date        | Venue             | Home Team     | Away Team         | Score |
| ----------- | ----------------- | ------------- | ----------------- | ----- |
| 8 oct 2006  | Camp Nou          | Catalonia     | Țara Bascilor     | 2–2   |
| 21 mai 2006 | San Mamés         | Țara Bascilor | Țara Galilor      | 0–1   |
| 28 dec 2005 | San Mamés         | Țara Bascilor | Camerun           | 0–1   |
| 29 dec 2004 | Anoeta            | Țara Bascilor | Honduras          | 2–0   |
| 27 dec 2003 | San Mamés         | Țara Bascilor | Uruguay           | 2–1   |
| 28 dec 2002 | San Mamés         | Țara Bascilor | Macedonia de Nord | 1–1   |
| 28 dec 2001 | San Mamés         | Țara Bascilor | Ghana             | 3–2   |
| 29 dec 2000 | San Mamés         | Țara Bascilor | Maroc             | 3–2   |
| 29 dec 1999 | San Mamés         | Țara Bascilor | Nigeria           | 5–1   |
| 22 dec 1998 | Anoeta            | Țara Bascilor | Uruguay           | 5–1   |
| 26 dec 1997 | San Mamés         | Țara Bascilor | Iugoslavia        | 3–1   |
| 26 dec 1996 | San Mamés         | Țara Bascilor | Estonia           | 3–0   |
| 22 dec 1995 | San Mamés         | Țara Bascilor | Paraguay          | 1–1   |
| 23 dec 1994 | San Mamés         | Țara Bascilor | Rusia             | 1–0   |
| 22 dec 1993 | Anoeta            | Țara Bascilor | Bolivia           | 3–1   |
| 21 mar 1990 | San Mamés         | Țara Bascilor | România           | 2–2   |
| 10 mai 1988 | San Mamés         | Țara Bascilor | Tottenham Hotspur | 4–0   |
| 3 aug 1980  | Mendizorroza      | Țara Bascilor | Ungaria           | 1–5   |
| 23 dec 1979 | Estadio de Atotxa | Țara Bascilor | Bulgaria          | 4–0   |
| 16 aug 1979 | San Mamés         | Țara Bascilor | Irlanda           | 4–1   |

## Jucători notabili
Iñaki Williams

## Famous players
| - Javi Martinez - Fernando Llorente - José Ramón Alexanko - Rafael Alkorta - Mikel Alonso - Xabi Alonso - Zigor Aranalde - Luis Arconada - José Mari Bakero - Txiki Beguiristáin - Agustín Sauto Arana - Mikel Arteta - José María Belauste - Vicente Biurrun - Igor Jáuregui Iraola - Manuel Almunia - Didier Deschamps |  | - Daniel Ruiz Bazán - Asier del Horno - Joseba Etxeberría - Andoni Goikoetxea Olaskoaga - Jon Andoni Goikoetxea Lasá - Guillermo Gorostiza Paredes - Alejandro Basurto - Julen Guerrero - José Ángel Iribar - Javier Irureta - Aitor Karanka - Iván Campo - José Antonio Larrañaga - Bixente Lizarazu - François Grenet |  | - Roberto López Ufarte - Gaizka Mendieta - Pablo Orbaiz - Pichichi - Julio Salinas - Ismael Urzaiz - Javier Urruticoechea - Francisco Yeste - Ángel Zubieta - Andoni Zubizarreta - Javier de Pedro - Iñigo Idiakez - Aitor López Rekarte - Pantxi Sirieix |

## Antrenori notabili
- Jesús Garay, 1979
- Xabier Expósito, (1993–2001)
- José Ángel Iribar, (1993–2010)
- Mikel Etxarri, (2003–)